# Олешківські піски
Оле́шківські піски́ — один з найбільших погорблених піщаних масивів Європи, розташований в лівобережній частині пониззя Дніпра (Лівобережжя Нижнього Дніпра), простягається на 158 км від берегів Чорного моря на заході до м. Каховка на сході. До території Олешківських пісків належать сім піщаних горбистих арен, — Каховська, Козачелагерська, Келегейська (Олешківська), Збур'ївська, Іванівська та Кінбурнська, а також Чалбаська (Виноградівська) арена, що сформована за 20 км від заплавної частини долини Дніпра. Загальна площа арен становить 175,1 тис. га. До цього масиву пісків також належать шість міжаренних плоскорівнинних геокомплексів — Дніпрянський, Раденський, Чулаківський, Оджігольський, Копанівський та Кінбурнсько-Іванівський, площа яких становить 44,9 тис. га. Отже, площа Олешківських пісків становить 220 тис. га.
Назву масиву переважно виводять від поняття «Олешшя» — назви поселення часів Київської Русі, зафіксованої на старовинних картах та в історичних матеріалах. Таке поняття пов'язують з поширенням на цій території вільхи, відповідно давньоруська назва «Olüšüje» означає «вільховий ліс». Проте існують й інші версії походження поняття «Олешшя», зокрема й від назв «Алеска», «Ереске». Національним банком України в 2015 році випущено ювілейну монету «Олешківські піски».
На території Олешківських пісків функціонують такі головні природно-заповідні об'єкти: Чорноморський біосферний заповідник НАН України з трьома кластерами — «Солоноозерна Дача», «Волижин ліс», «Іванівська арена», національні природні парки «Білобережжя Святослава» та «Олешківські піски», а також ландшафтний природний парк «Кінбурнська коса».
Олешківські піски часто називають пустелею, але з наукової точки зору це не так. Пустеля — це природна зона, яка в Україні відсутня. Рівнинна частина України знаходиться в зоні мішаних лісів (хвойно-широколистяних), широколистяних лісів, лісостепу, степу. У степовій зоні України виділяють північностепову, середньостепову, південностепову (сухостепову) підзони. Олешківські піски — складова сухостепових інтразональних ландшафтів, це один з найбільших за площею в Європі погорблених піщаних масивів, більшими є лише погорблені піски Північного Прикаспію.

## Генезис

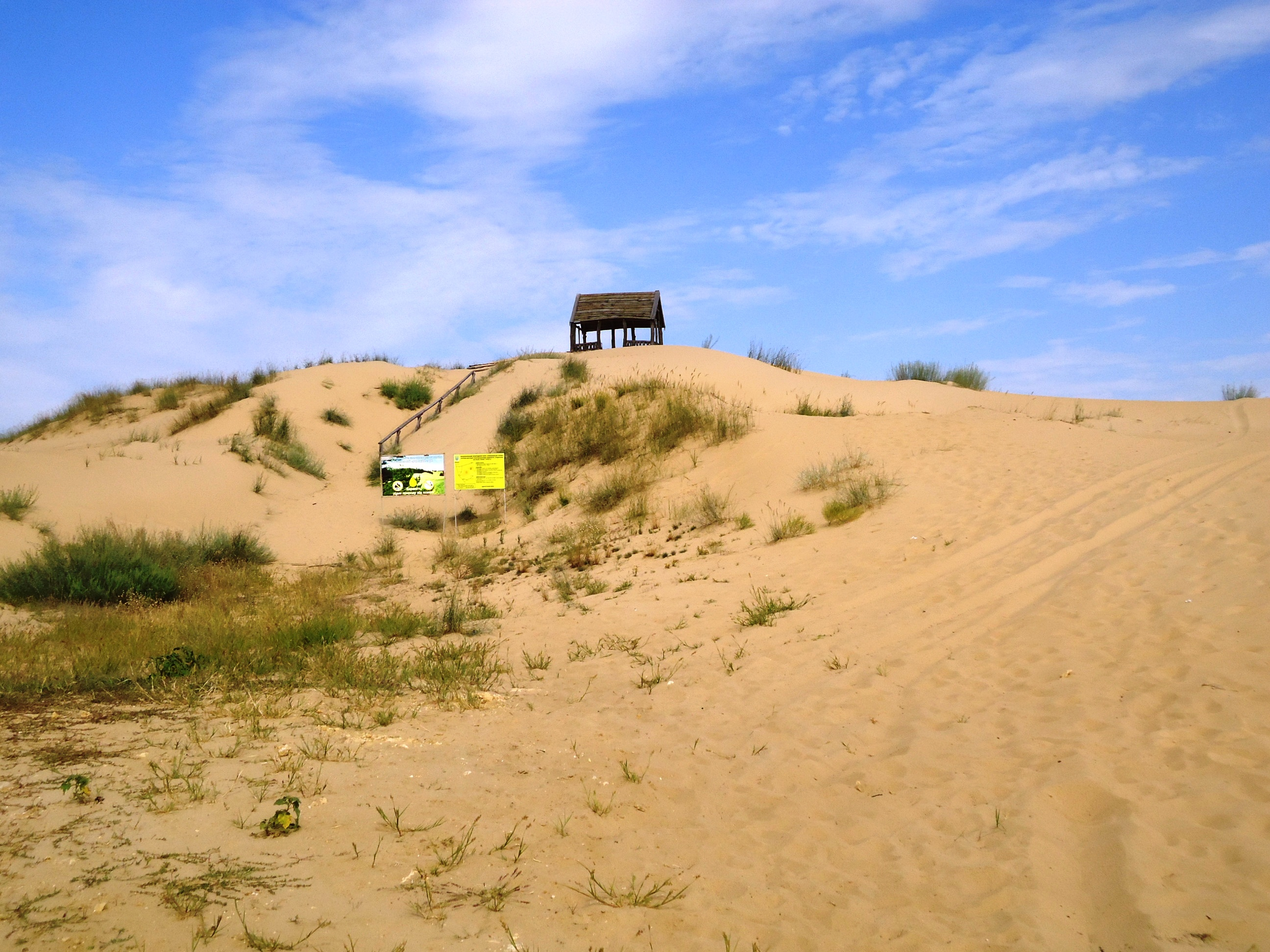
Олешківські піски. Оглядовий майданчик з боку села [https://web.archive.org/web/20150925123135/https://ssl.panoramio.com/photo/123886530 Раденськ

У питанні генезису Олешківських пісків слід розрізняти дві принципові особливості (А. І. Кривульченко, 2019—2024) — формування геолого-геоморфологічної основи цього регіону, а це наявність давньодельтової області Дніпра, а на її тлі піщаних арен і міжаренних геокомплексів, та факт наявності горбистості регіону з утворенням форм флювіального, еолового, подекуди таласогенного та суфозійно-просадкового генезису.
Історія дослідження геолого-геоморфологічної основи цього регіону є досить давньою, адже це питання почали вирішувати ще з початку 19 ст. Особливості формування Олешківських пісків з позицій флювіального генезису найбільш ґрунтовно були представлені в роботах таких вчених як В. І. Крокос і П. І. Луцький (1925—1929), П. А. Двойченко (1926), П. К. Заморій (1940). На окрему увагу заслуговують монографії І. І. Гордієнка (1969) й Г. І. Горецького (1970). Припущення щодо флювіогляціального формування пісків Олешшя отримало розвиток у багатьох роботах В. Г. Пазинича (2003—2012), у зв'язку з чим автор звертав увагу на існування епізодичних (до 4-10) імпульсивних катастрофічних потоків води Дніпра, — своєрідних «вихлюпів» катастрофічного характеру, якими й були створені ці піски. Дослідник також звертав увагу на їхню молодість (остання потужна фаза — 13-12 тис. р. т.), наявність «бугрів і пасом, що виникли з причини розпаду потоку на окремі рукави…», «відсутність подібності з дельтами інших річок».
У 2019—2024 рр. А. І. Кривульченко, проаналізувавши складну ієрархічно організовану побудову Олешківських пісків, зазначив, що їх утворення відбувалося під переважним впливом флювіальних і флювіогляціальних процесів, як лінійних, так і нелінійних у своїй динаміці. Проявом нелінійних процесів у рельєфі арен Олешківських пісків є паралельні горбисто-пасмові структури, які подекуди сформовані в результаті епізодичних катастрофічних паводків (англ. floodstreams). Самі ж ці пасмові утворення катафлювіального характеру доцільно розглядати як прояв гігантських рифлів (дилювіальних дюн, англ. giant ripples), які часто перекривалися алювіальними відкладами іншого характеру формування пісків. Проявом гігігантських рифлів на території Олешківських пісків є паралельні пасма півдня Кінбурнського півострова, Кардашинського пониззя та локально в межах центральної частини Келегейської арени.
Історія дослідження факторів горбистості регіону здебільшого проаналізована в роботах, присвячених проблемі заліснення пісків. У зв'язку з чим горбистість регіону переважно пов'язувалася з антропогенним фактором, першочергово як наслідок перевипасу худоби, проте з генетичної точки зору факт погорбленості арен Олешківських пісків є значно складнішим, адже загалом у формуванні погорбленого рельєфу Олешшя відігравали такі чинники як флювіальний, еоловий, таласогенний, суфозійно-просадковий. Роль антропогенного фактору тут є лише трансформуючою і тільки в останні 200—250 років (А. І. Кривульченко, 2019—2024). Піски в пониззі Дніпра існували завжди, але активізація дефляції пісків унаслідок перевипасу, що часто пов'язують з отарами овець барона Фальц-Фейна, є достовірним фактом. В останні приблизно 50 років роль перевипасу в дефляції пісків не є суттєвою, адже головними факторами тут стали безконтрольне утворення автодоріг та раллі-рейди на квадроциклах. Унаслідок окупації частини України Російською Федерацією (2022-2024 рр.) територія Олешківських пісків зазнає катастрофічних змін.

## Клімат

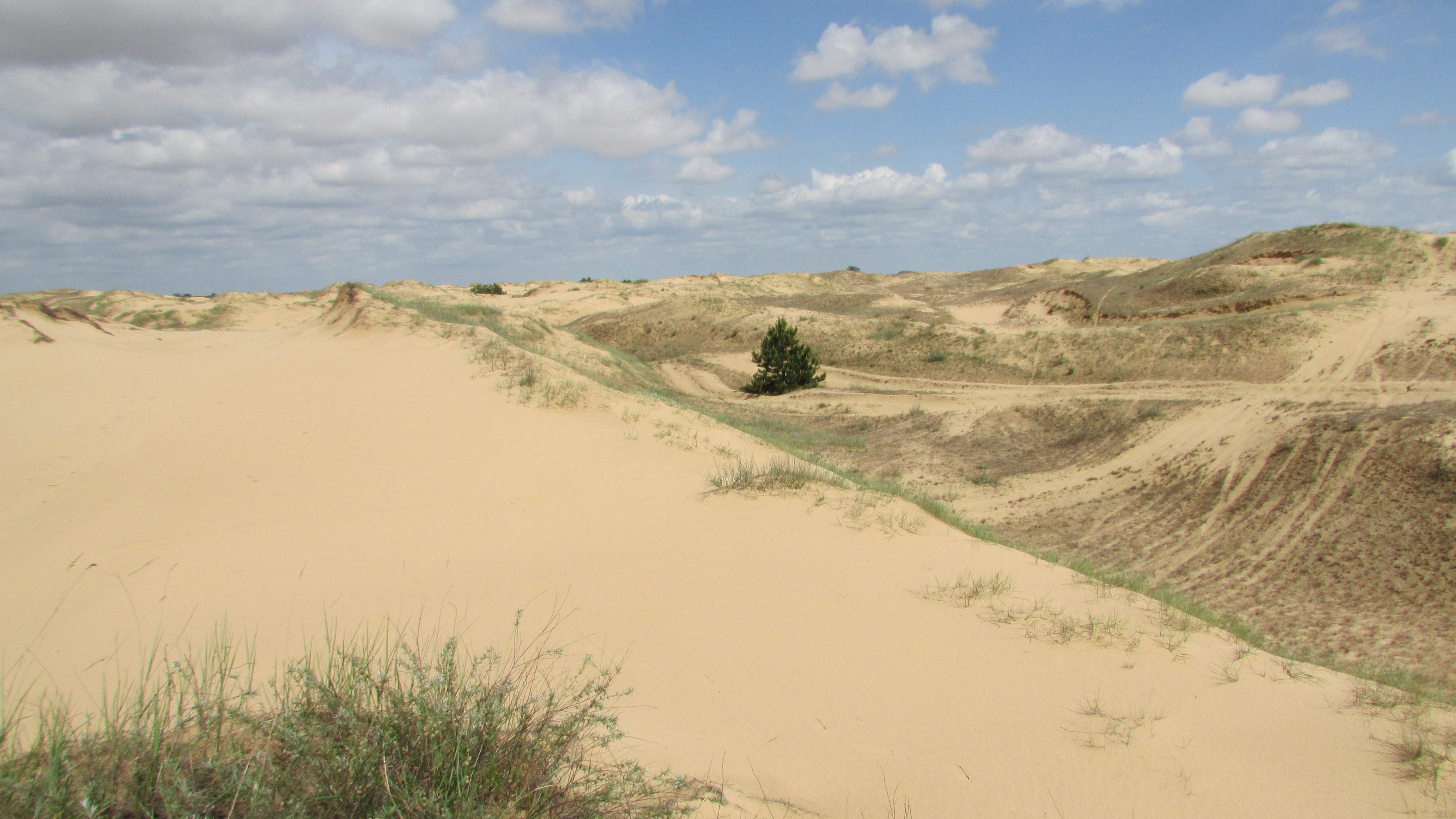
У цих погорблених пісках поблизу Раденська трапляються піщані бурі

Мікроклімат піщаних арен помірний з ознаками субсередземноморського. Влітку пісок нагрівається до 70 °C, і гарячі висхідні потоки, що йдуть від пісків, розганяють дощові хмари. Тому дощів тут менше, аніж у Херсоні, що на іншому березі Дніпра. Взимку відносно тепло, сильні морози бувають рідко, зими безсніжні, чи малосніжні, сніговий покрив нетривкий.

## Гідрологія та гідрогеологія
Гідрологічною основою території Олешківських пісків є наявність дрібних солоних озер, які здебільшого поширені в Оджігольському та Кінбурнсько-Іванівському міжаренних геокомплексах. Комплексно, дрібні прісні й солоні озера, поширені в межах усіх арен, але найбільший їх прояв існує на території Кінбурнської арени, де зафіксовано 988 озер, їх загальна площа становить майже 2400 га. Головним фактором такої кількості озер є прояв сучасної інгресії вод Чорного моря з відповідним затопленням депресій та поступовим здійманням рівня грунтових вод. Важливою складовою гідрології Олешшя є Кардашинське болото — специфічний геокомплекс, сформований в умовах сухостепової підзони. Група Оджігольських озер, озера Кінбурнської та Чалбаської арен — специфічна риса ландшафтів як усієї території України, так і загалом Європи. Ковалівське ж озеро (сага) Кінбурнського півострова є однозначно унікальним для території Європи, адже в цій улоговині з'єднані в єдине ціле прісні й солоні води північної та південної частин улоговини (за аналогією з озером Балхаш).

## Рослинність

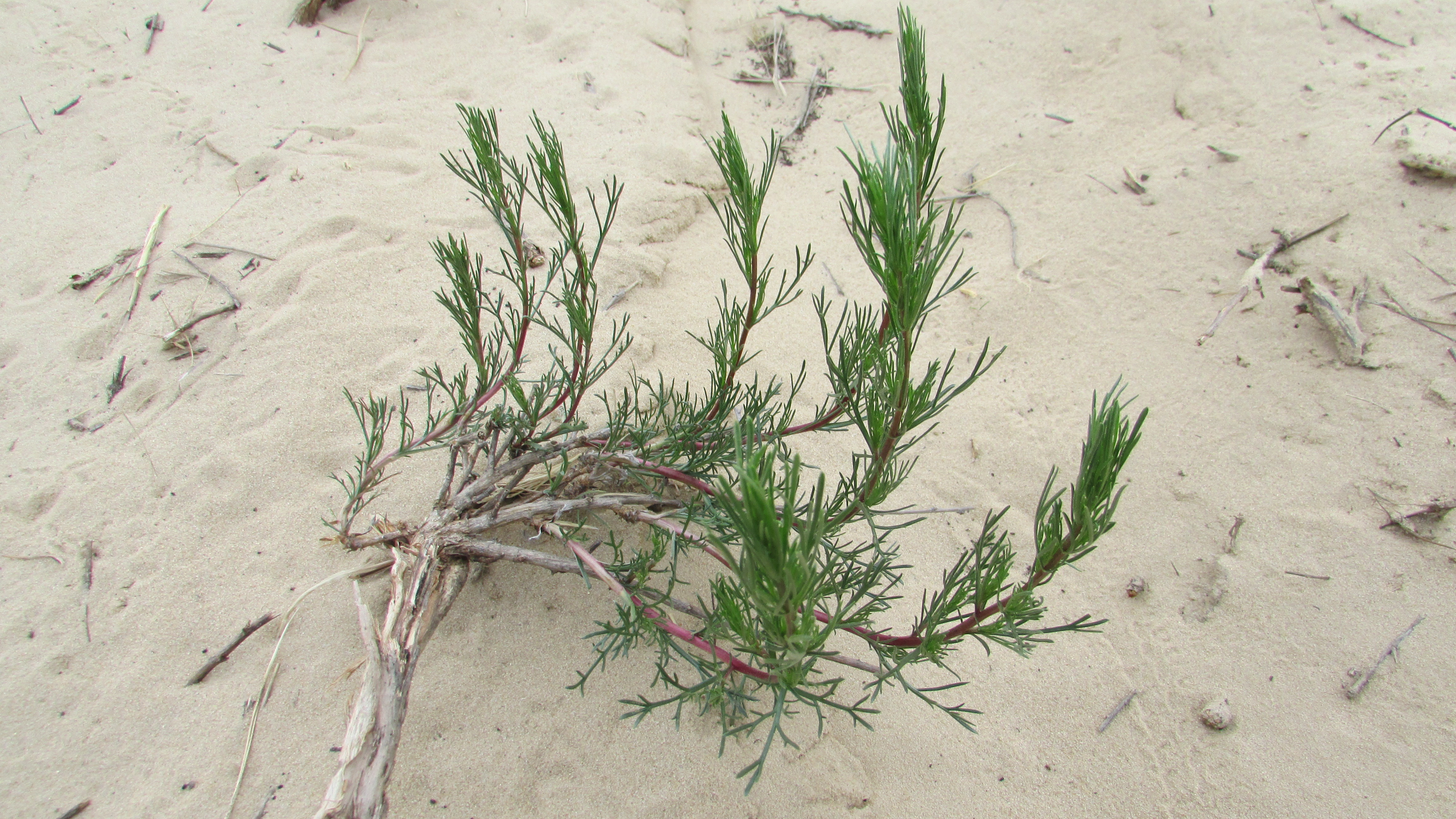
Степовий полин (Artemisia arenaria)

Рослинність розріджена. Вагому частку у місцевих фітоценозах складають псамофіти та ксерофіти — типові рослини пустель та напівпустель. Ці рослини стійкі до низької родючості ґрунту, вітрів та посухи. Життєвий цикл у деяких побудований так, що рано навесні, коли є яка-не яка волога, вони встигають утворити квіти та плоди, а потім надземна частина відмирає, а насіння чекають кращих часів. Серед місцевих рослин є чимало таких, які при порівняно невеликій зеленій біомасі мають потужну кореневу систему. Вона забезпечує глибинною водою та дозволяє протистояти дії вітрів та ерозії ґрунтів.

### Лісорозведення

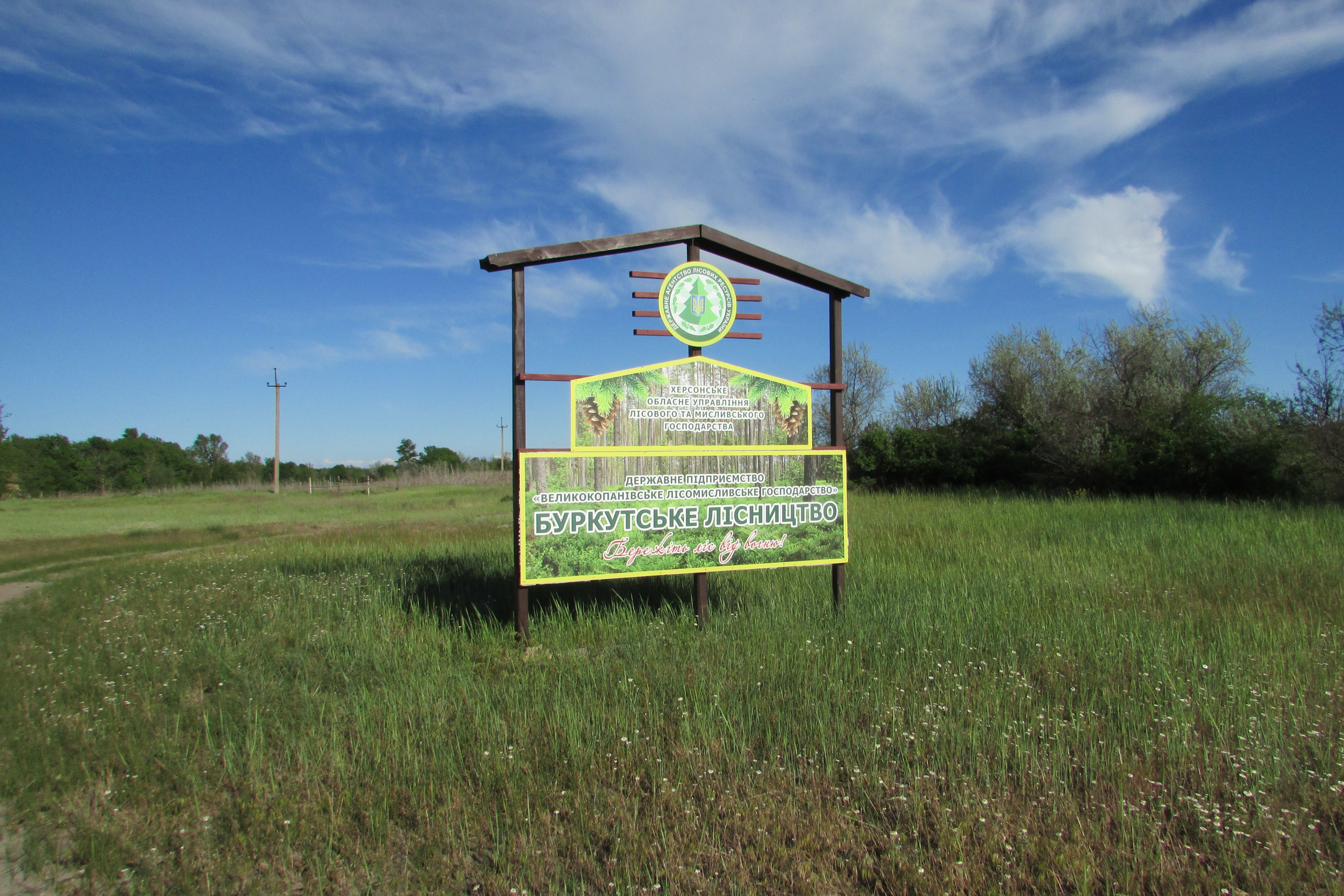

Стримують пустелю штучно насаджені щільні соснові ліси. Часто трапляються масштабні пожежі, оскільки ліс легко загоряється влітку через погодні умови. Дослідні роботи із закріплення пісків були розпочаті наприкінці XVIII століття, але масштабного характеру набули у 1830–1840 роках у зв'язку з активною діяльністю щодо лісорозведення міністра фінансів графа Канкріна та утворенням Олешківського лісництва. Період генерального межування та наділення селян землею (1859–1890 роки) став катастрофою для лісів, площа пісків значно збільшилася. Відновлення лісу було продовжене тільки починаючи з 1920-х років. У 1953—1971 роках великі масиви лісу, а також сади та виноградники були посаджені під керівництвом В. М. Виноградова, який у 1968 році отримав звання Заслуженого лісовода УРСР. Зараз піски зупинено по краях величезними штучними лісовими масивами, загальна площа яких становить близько 100 тис. гектарів, які є найбільшим штучним лісом у світі.
Питання лісової політики розглядали в статті «Історія виникнення Нижньодніпровських пісків та лісорозведення на них» автори Шевчук В. В., Сірик Н. М., Сірик А. А. У науковій статті «До 185-річчя з початку заліснення Нижньодніпровських піщаних арен» автори Глод О. І., Тимощук І. В.,  досліджували лісистість Нижньодніпровських пісків. Тимощук І. В. у науковій публікації розглядав проблему зменшення площ лісів на Нижньодніпровських пісках
У регіоні діє Степовий філіал УкрНДІ лісоагромеліорації (УкрНДІЛГА), який розв'язує проблеми комплексного використання пісків, а також створення перешкод на шляху розширення пустелі.

## Екологія

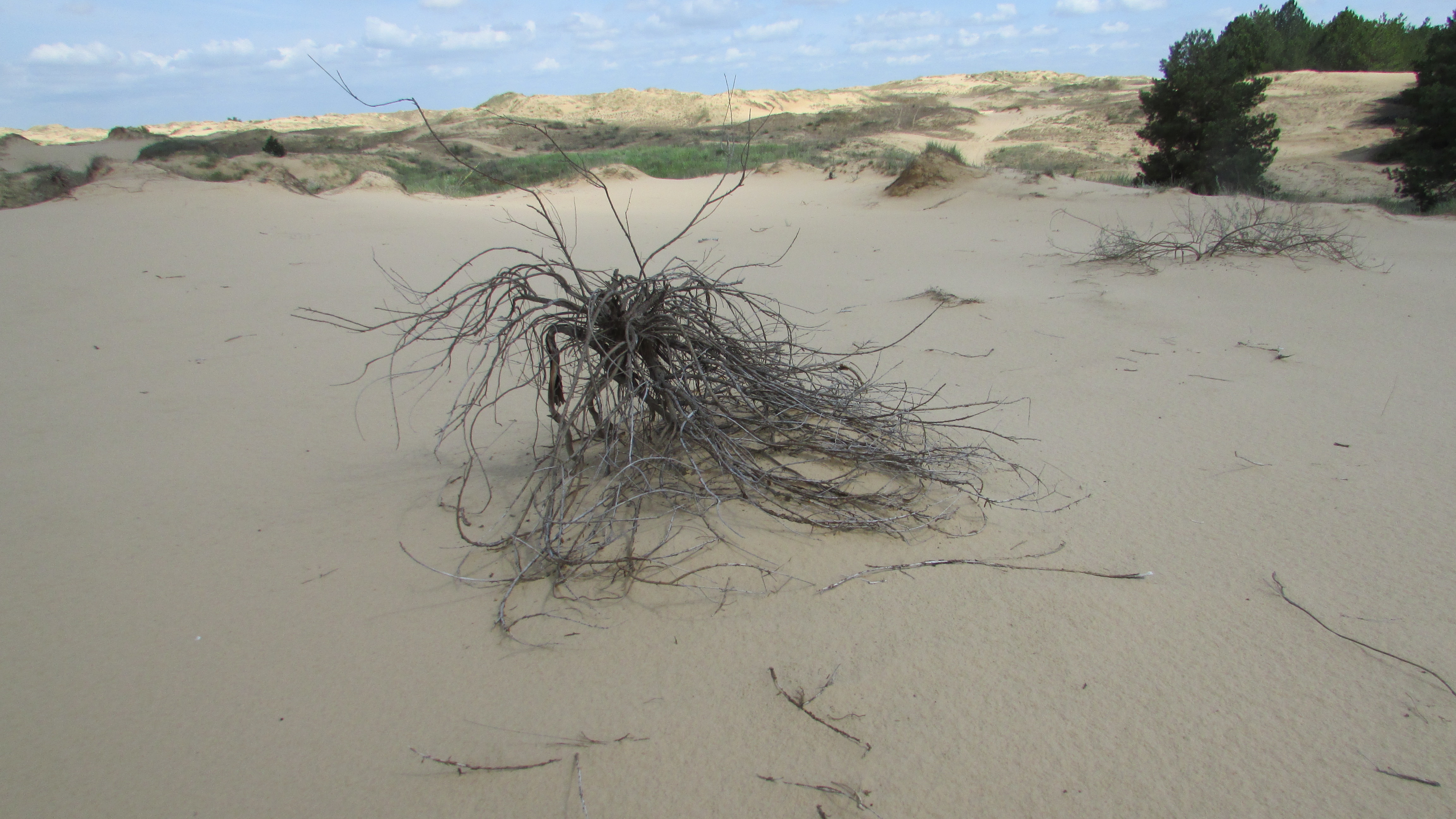
Екологічну ситуацію в регіоні погіршує неминуча природна загибель частини висаджених дерев. Адже ростити ліс у пустелі сьогодні так само важко, як і століття тому

Основні фактори впливу на екологічну ситуацію в регіоні: зменшення площі лісу. Зменшення площі лісу викликано вирубкою, пожежами, природною загибеллю соснових насаджень, нездатних до самовідтворення та може призвести до розширення піщаного масиву. З іншого боку, неконтрольоване використання піску для будівництва та розміщення сільськогосподарських об'єктів у регіоні призводить до зниження рівня ґрунтових вод та їх забруднення, що може позбавити мешканців регіону якісної питної води та негативно впливає на ліс.
З 2008 року лісові масиви інтенсивно вирубуються, тому що великі площі сильно постраждали від пожеж. Пожежі часто виникають завдяки навмисним підпалам. При пожежах сильно страждають не тільки лісові насадження, але й унікальна фауна цього піщаного масиву.
Раніше в Олешківських пісках знаходився військовий полігон, на якому відпрацьовували бомбардування льотчики з країн Варшавського договору. У зв'язку з цим наукове дослідження регіону було обмежене. Дотепер у пісках знаходиться значна кількість снарядів, що не розірвалися.

### Окупація території Олешківських пісків
У зв'язку з агресією Росії щодо України й окупацією Кримського півострова Міністерство оборони України після 2014 р. здійснювало активні військові навчання на колишньому полігоні, що перебував під охороною та у віданні національного природного парку «Олешківські піски». Після повномасштабної агресії всієї території України (24.02.2022 р.) Олешківські піски опинилися в ситуації геоекологічного лиха, що обумовлено наступними головними чинниками — бомбардуванням і мінуванням території, утворенням пожеж лісових масивів, затопленням і підтопленням низинних геокомплексів, що спровоковано руйнуванням Каховської греблі та знищенням Каховського водосховища (повна оцінка здійснюваного російською федерацією екоциду стане можливою після звільнення території України від окупантів).

Наслідки військових навчань у 2016 році
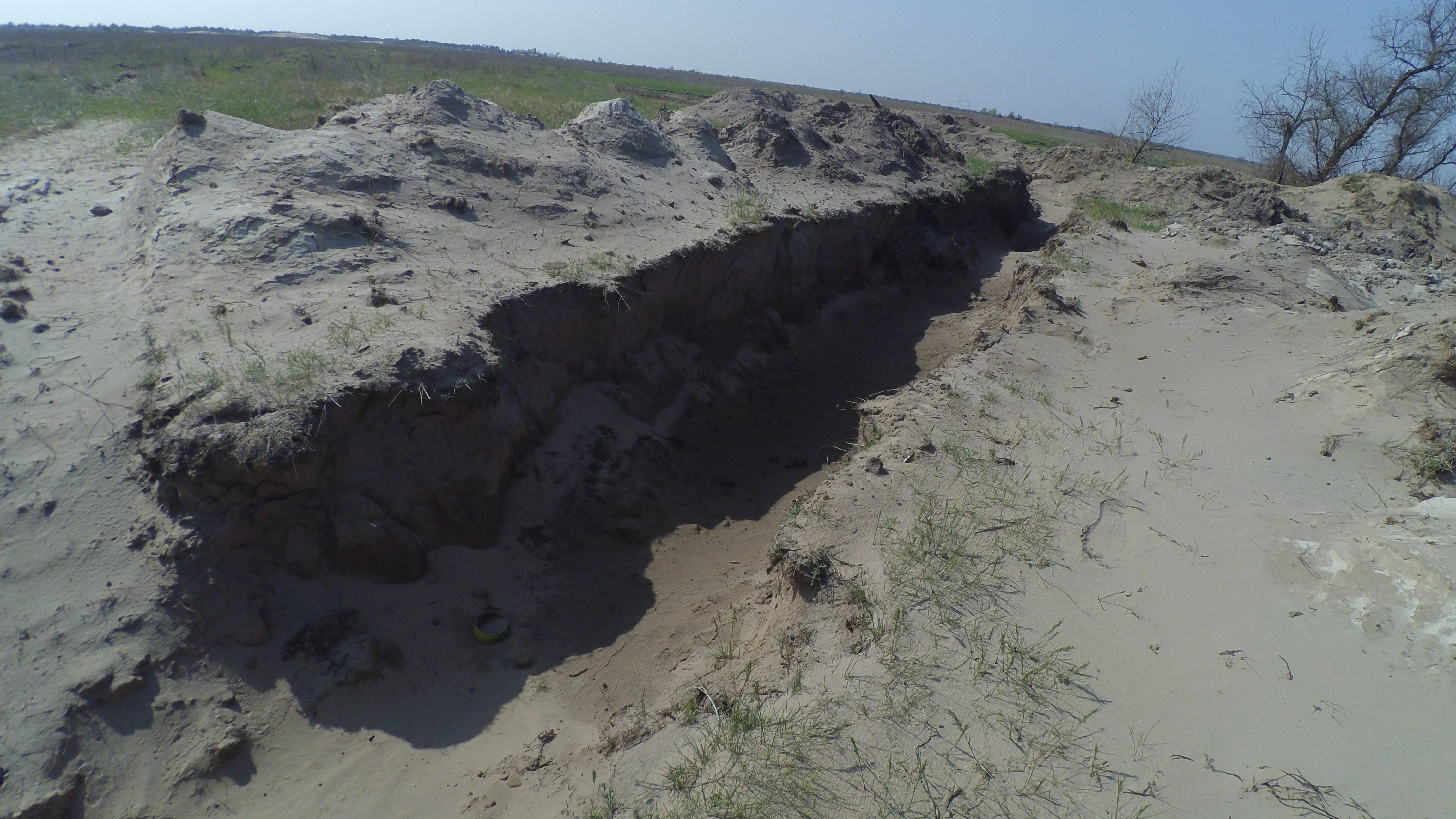
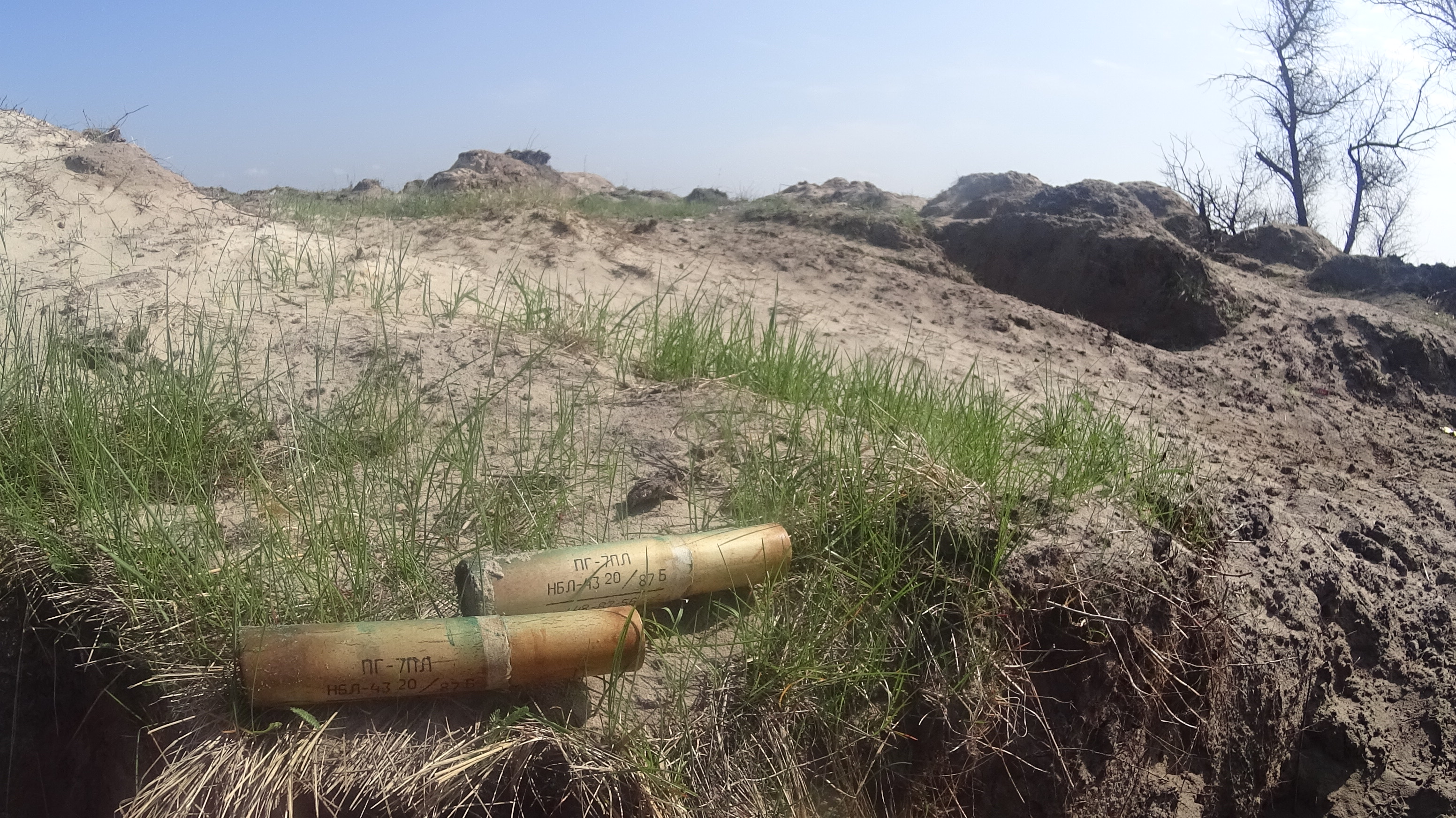
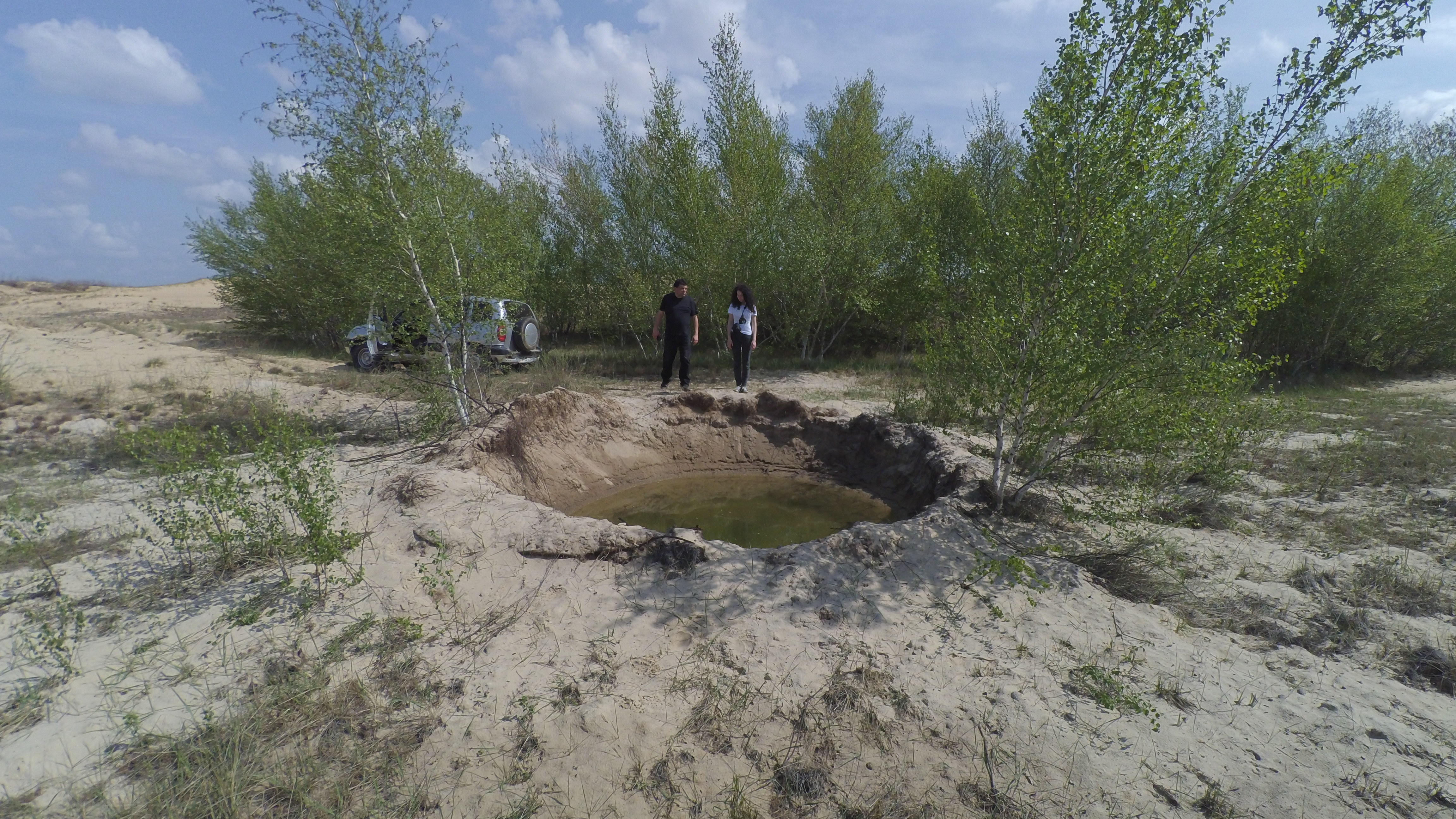
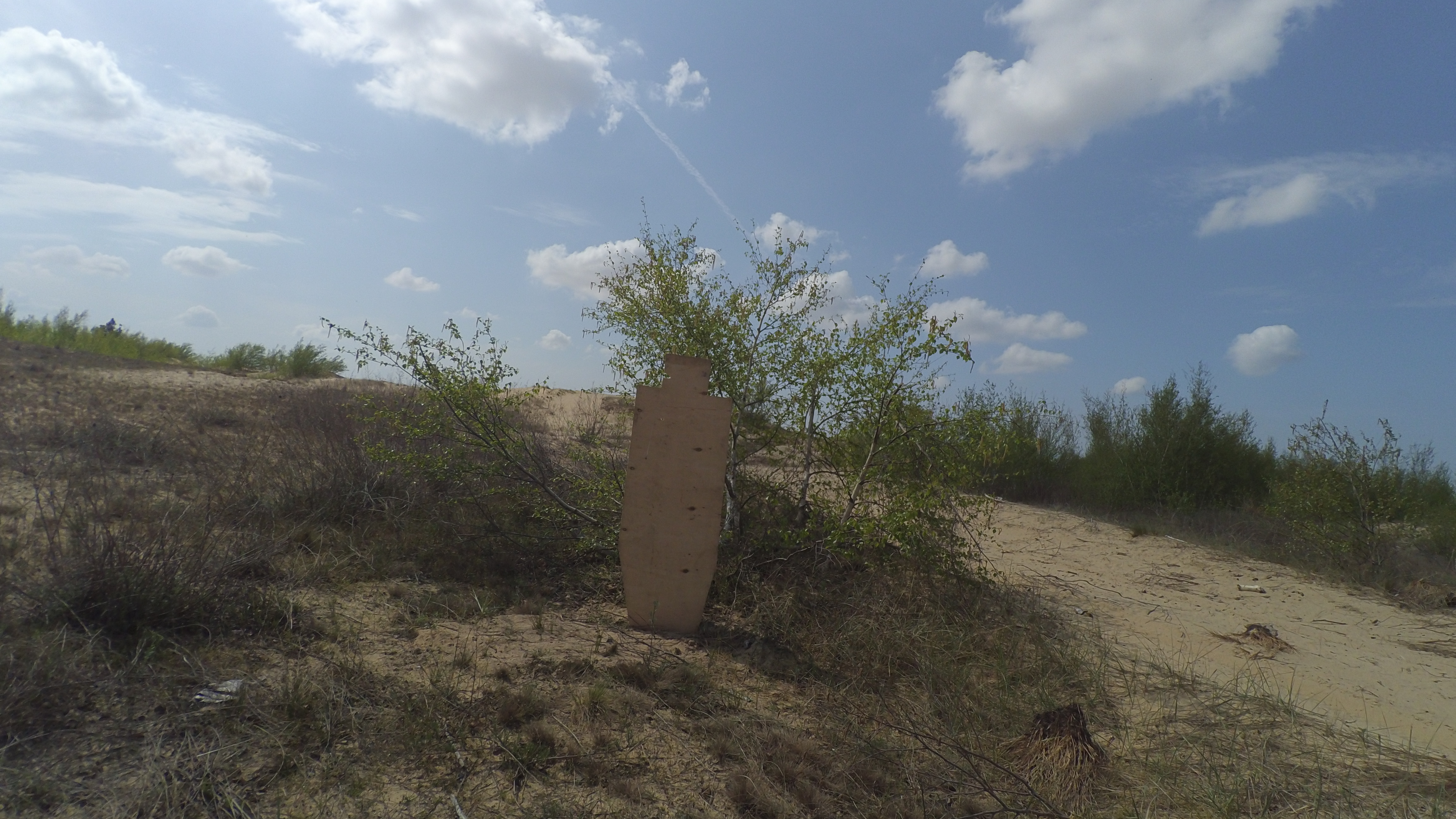